# Exposition universelle de 1855
L'Exposition universelle de 1855 est une manifestation de type foire internationale à but commercial et culturel qui eut lieu à Paris en 1855. C'est la première exposition universelle française (et la deuxième mondiale, la première étant l'Exposition universelle de 1851 de Londres). Elle s'est tenue à Paris sur les Champs-Élysées du 15 mai au 15 novembre 1855. Elle accueillit plus de 5 100 000 visiteurs. Vingt-cinq États et leurs colonies y participent.

## Naissance de l'Exposition

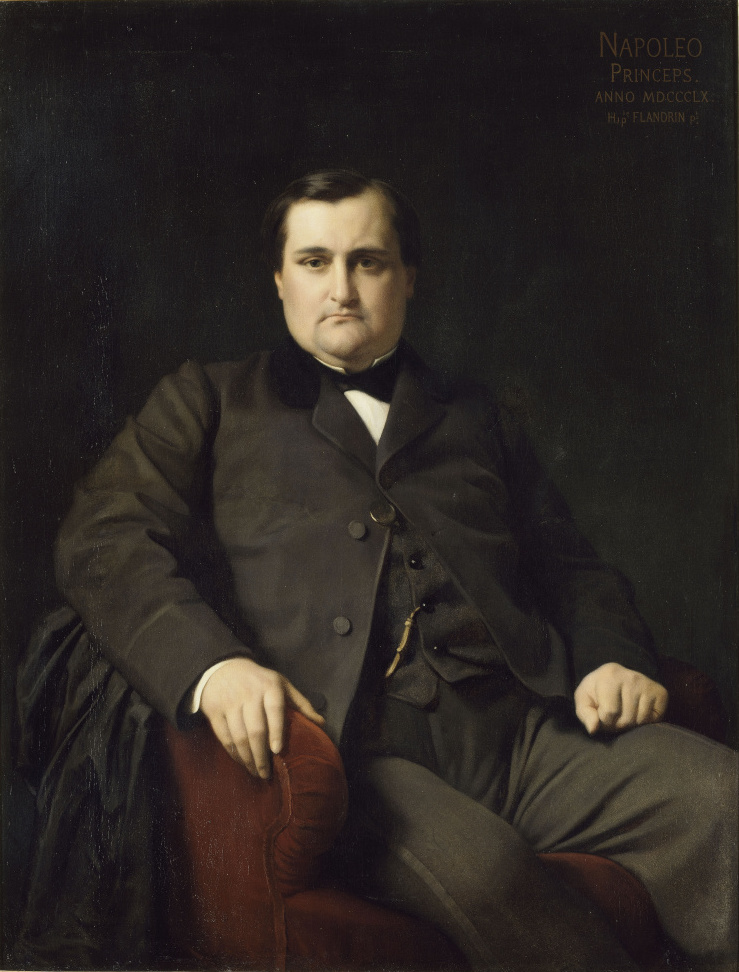
Le prince Napoléon, président de la commission, peint par Hippolyte Flandrin.

C'est par un décret impérial du 8 mars 1853, que Napoléon III décide de la tenue à Paris, en 1855, d'une Exposition universelle où seront exposés des produits agricoles et produits industriels, à la suite de la première Exposition universelle de 1851.
Le même décret autorise l'admission à cette Exposition des produits de toutes les nations. L'Exposition quinquennale, qui doit avoir lieu en 1854, est, de ce fait, ajournée et réunie à l'Exposition universelle. Un autre décret du 22 juin décide à son tour qu'une Exposition universelle des Beaux-arts se tiendra en même temps que l'Exposition universelle de l'Industrie.
Une Commission impériale, ayant pour président le prince Napoléon et Arlès-Dufour comme secrétaire général est formée le 24 décembre, ayant pour charge d'organiser ces grandes manifestations. Cette commission comprend deux sections : la section des Beaux-Arts où l'on trouve les noms de Prosper Mérimée, Eugène Delacroix et Ingres et la section Agriculture et Industrie où l'on trouve les noms de Charles Legentil, Frédéric Le Play, Ferdinand de Lesseps, Émile Pereire, Michel Chevalier.
La première tâche de la commission est de demander aux préfets l'organisation d'un comité dans chacun des départements et d'inviter les gouvernements étrangers à participer et à désigner des commissaires à l'Exposition.

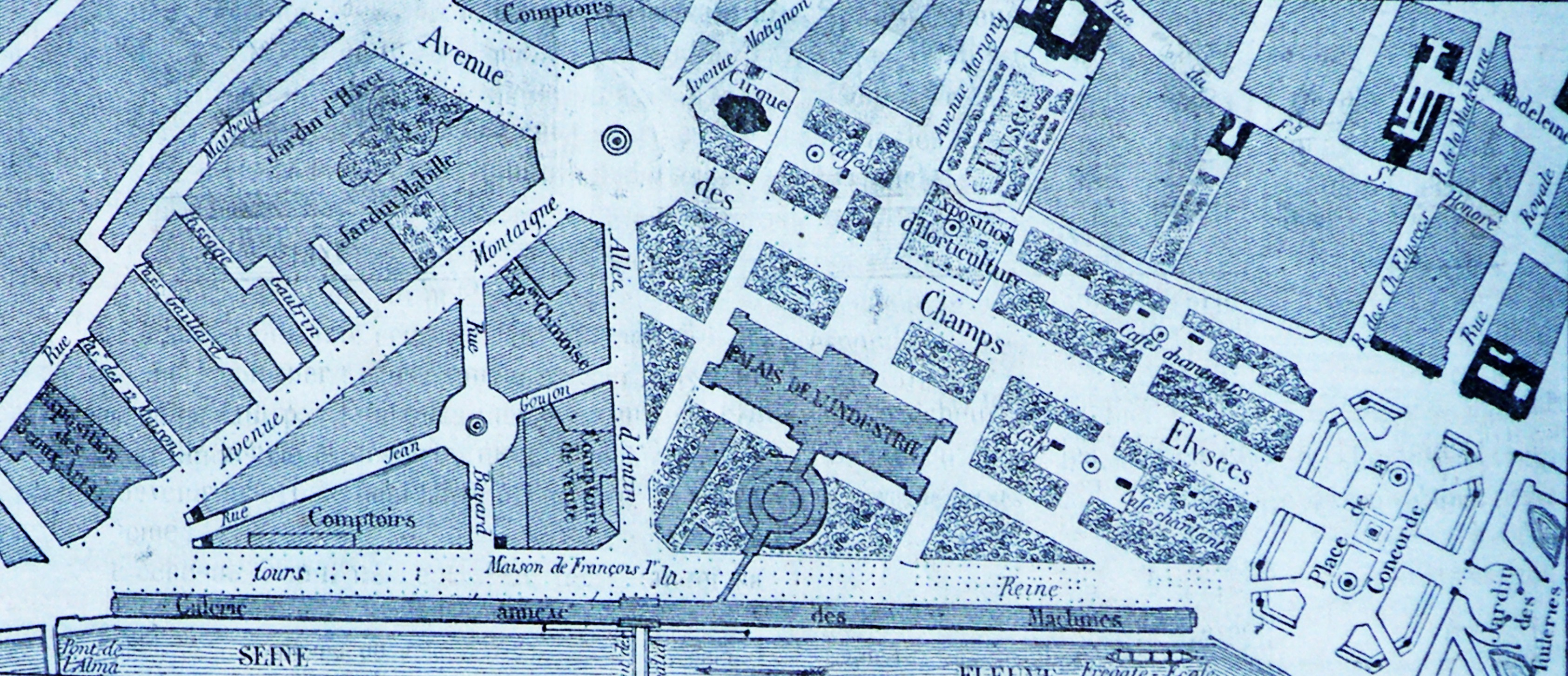
Plan et emplacement des bâtiments de l'Exposition.

## L'Exposition

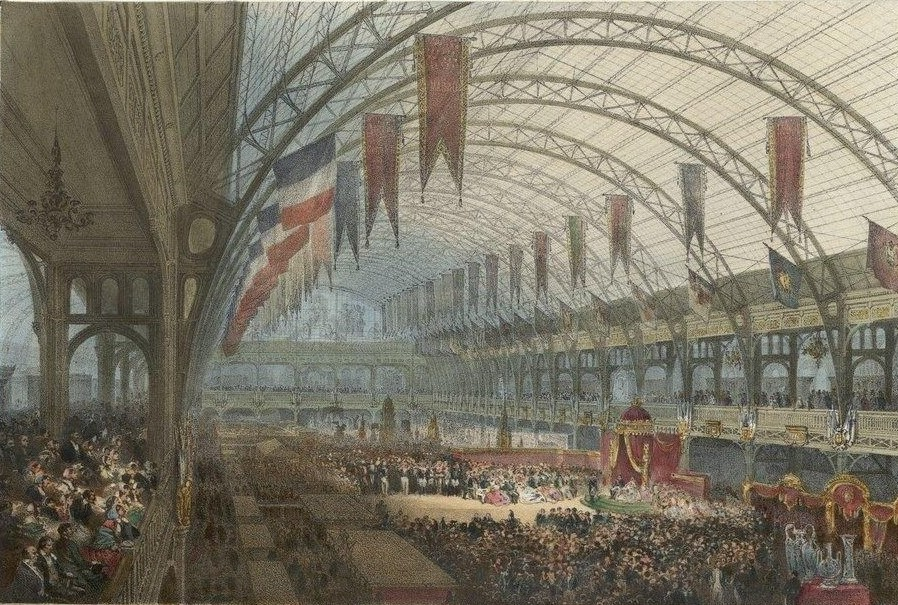
Inauguration par Napoléon III de l'Exposition universelle dans le Palais de l'Industrie (lithographie colorée de Louis-Jules Arnout).

Le lieu retenu est le triangle formé par les Champs-Élysées, le cours la Reine et l'avenue Montaigne.
L'Exposition universelle de 1851 de Londres a excité l'esprit de compétition et :

« À peine les portes du Palais de Cristal étaient-elles closes que de toutes parts on se mit à réclamer pour Paris l'honneur d'un semblable concours. »

Le 15 mai 1855 est le jour de l'inauguration officielle.

« Malheureusement le soleil n'en favorisa pas la solennité. Elle fut assombrie, au contraire, par un temps pluvieux et froid, que n'aurait jamais pu faire prévoir la date printanière. »

La cérémonie d'ouverture a lieu dans le Palais de l'Industrie devant une assistance nombreuse et internationale. Malgré la guerre de Crimée et les combats de la Marine française dans la Baltique, l'Exposition célèbre la collaboration économique des Nations.

### Le palais de l'industrie

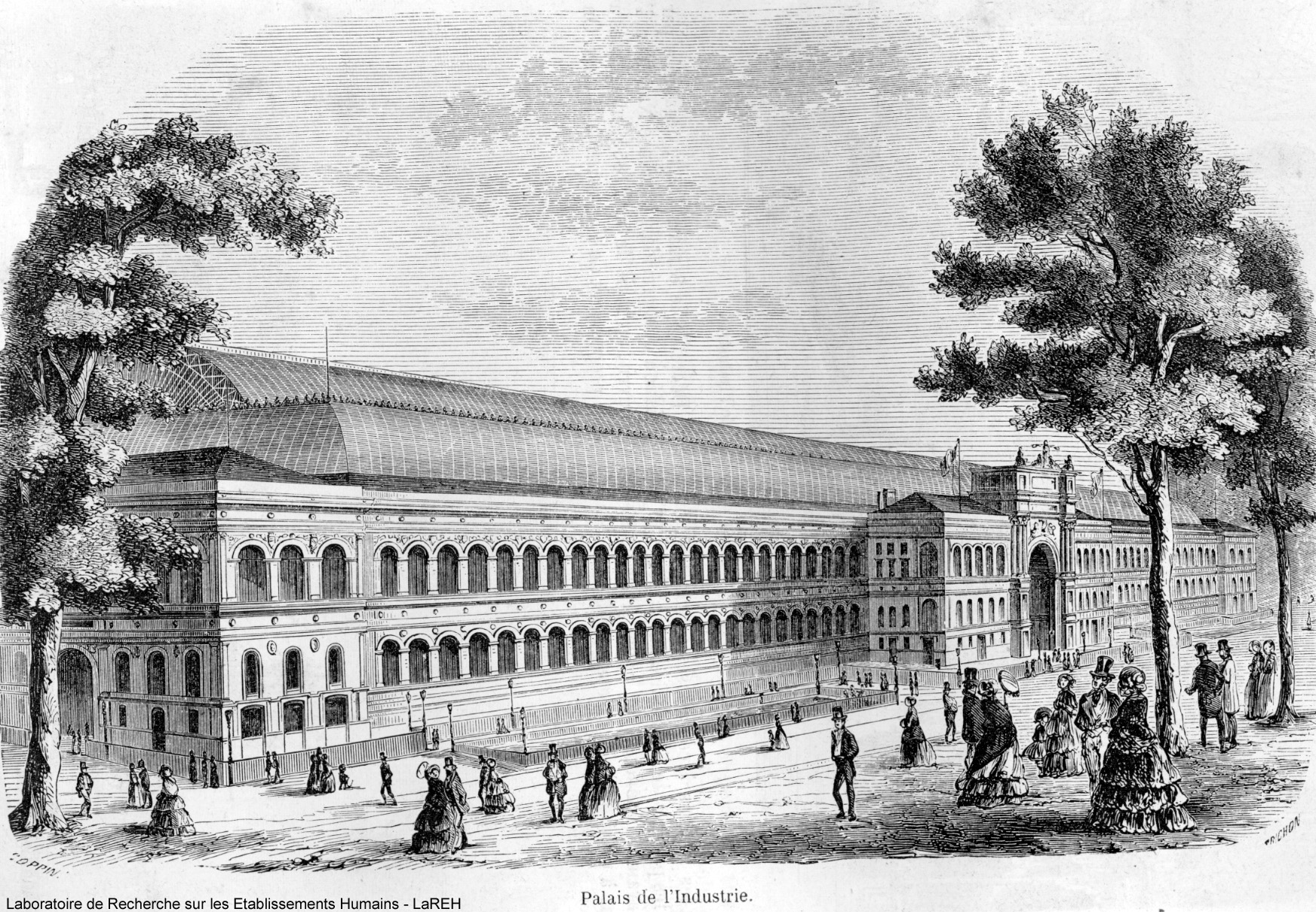
Palais de l'Industrie côté des Champs-Élysées.

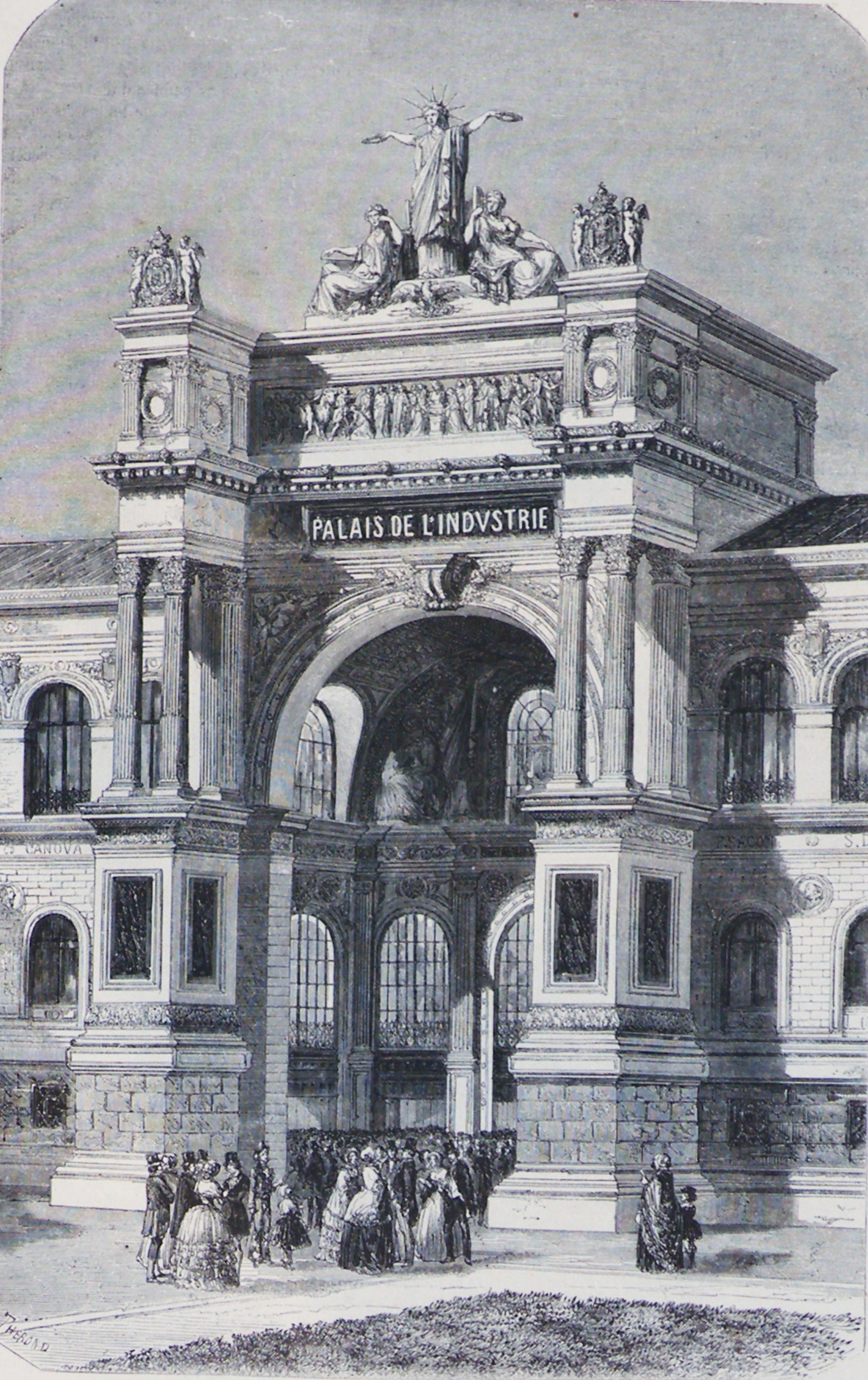
Façade nord du palais de l'Industrie.

Pour accueillir l'Exposition on construit le long des Champs-Élysées un gigantesque édifice, le Palais de l'Industrie.
À l'origine, le bâtiment est prévu pour abriter les Expositions nationales qui se tiennent depuis la Révolution dans des locaux mal adaptés. La conception de l'édifice est le fruit de la collaboration de l'architecte Jean-Marie Victor Viel et des ingénieurs Alexis Barrault et Georges Bridel. La façade de 208 mètres de long s'ouvrait sur un portail monumental en arc de triomphe dont la corniche est décorée d'un groupe allégorique La France couronnant l'Art et l'Industrie, œuvre du sculpteur Élias Robert. Cette France est encadrée par des groupes de putti portant les armes impériales qui sont l'œuvre du sculpteur Georges Diebolt. Les quatre façades sont percées d'une double rangée de fenêtres en plein cintre ; entre les deux étages de fenêtres, court une frise où sont gravés les noms des grands hommes de l'humanité.
Ce bâtiment est une prouesse technique. On y emploie pour la première fois des poutres en fer forgé, portées par des colonnes de fonte. La voûte en berceau de la nef centrale, d'une portée de 48 mètres, repose sur les colonnes, sans avoir recours à des tirants. On utilise des arcs-boutants et pour contrecarrer les poussées de la toiture et d'énormes blocs de plomb servent de butées.
Il est d'évidence, très rapidement, que la place manque pour recevoir tous les exposants (près de 24 000, dont la moitié sont français et la commission impériale étudie la possibilité de créer des annexes. On construit donc une galerie de jonction qui relie le Palais à la rotonde du Panorama, vouée pourtant à la démolition, puis une nouvelle galerie de jonction relie la Rotonde à la galerie annexe. La galerie annexe des machines, large de 27 mètres, est bâtie le long de la Seine et s'étend de la place de la Concorde au pont de l'Alma.
La ville de Paris expose les travaux de cartographie du sous-sol parisien réalisé par les ingénieurs de l'Inspection générale des carrières. Cet atlas des carrières, cavités souterraines, rivières, catacombes dessine un Paris mystérieux inconnu des habitants de la capitale.
Cet atlas est récompensé d'une médaille de première classe.

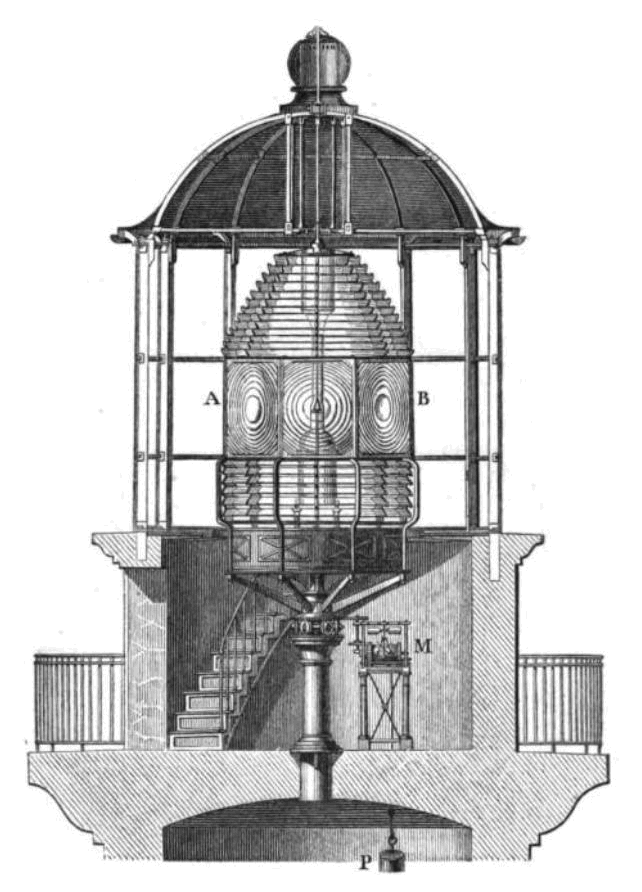
Lentille de Fresnel, un système optique de phare.
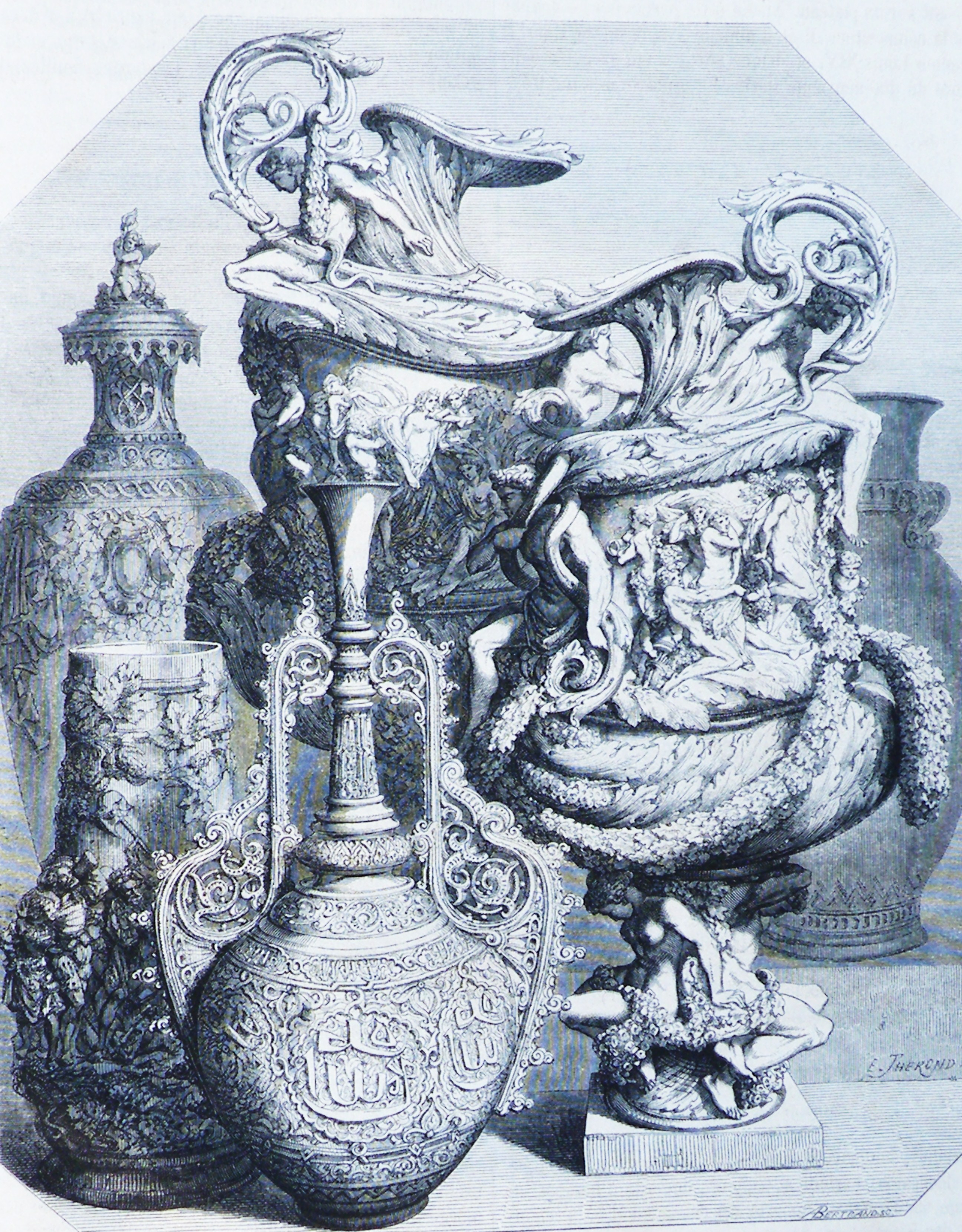
Vases en céramique.
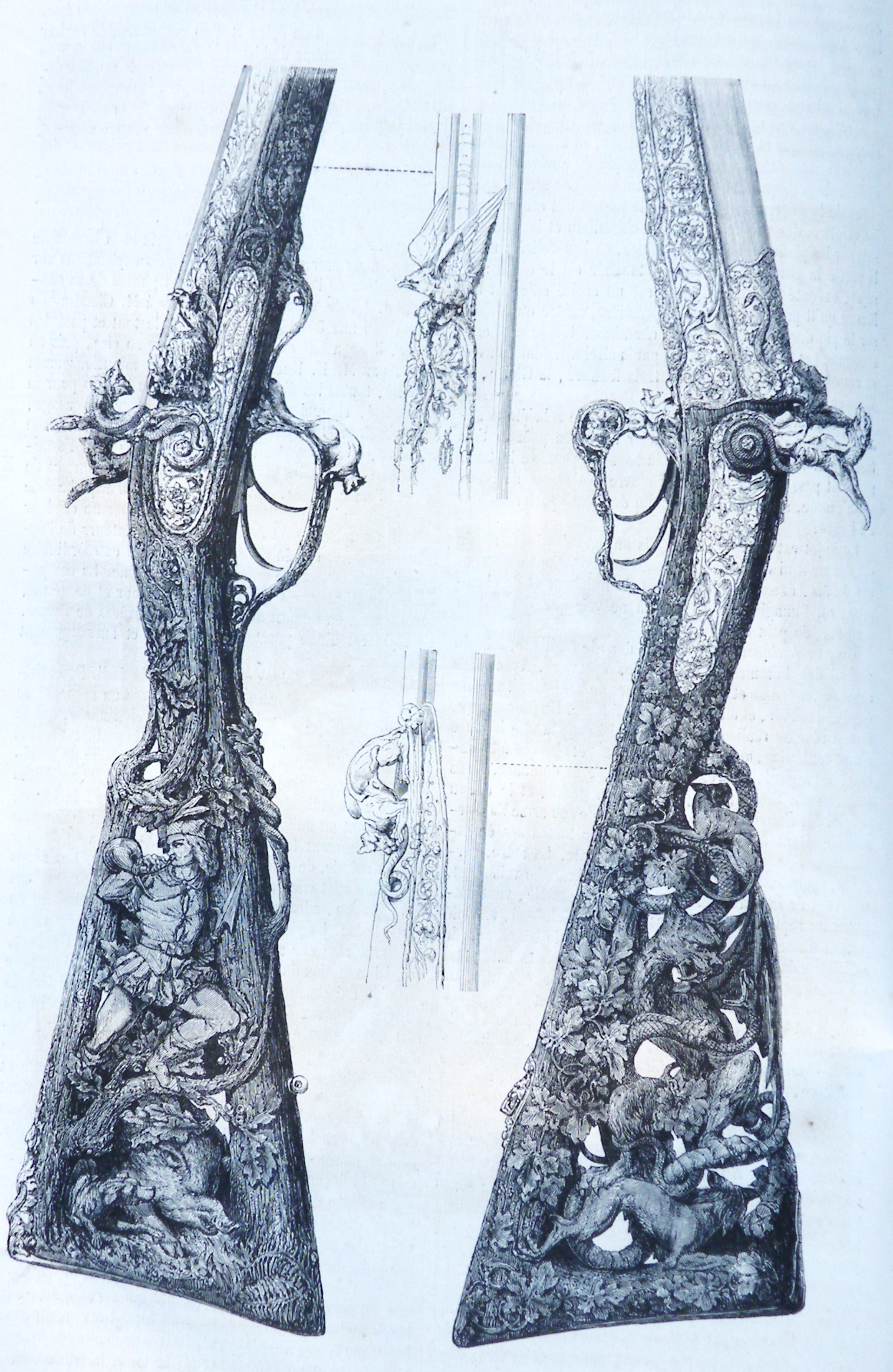
Fusils d'art.

### Le Palais des Beaux-Arts

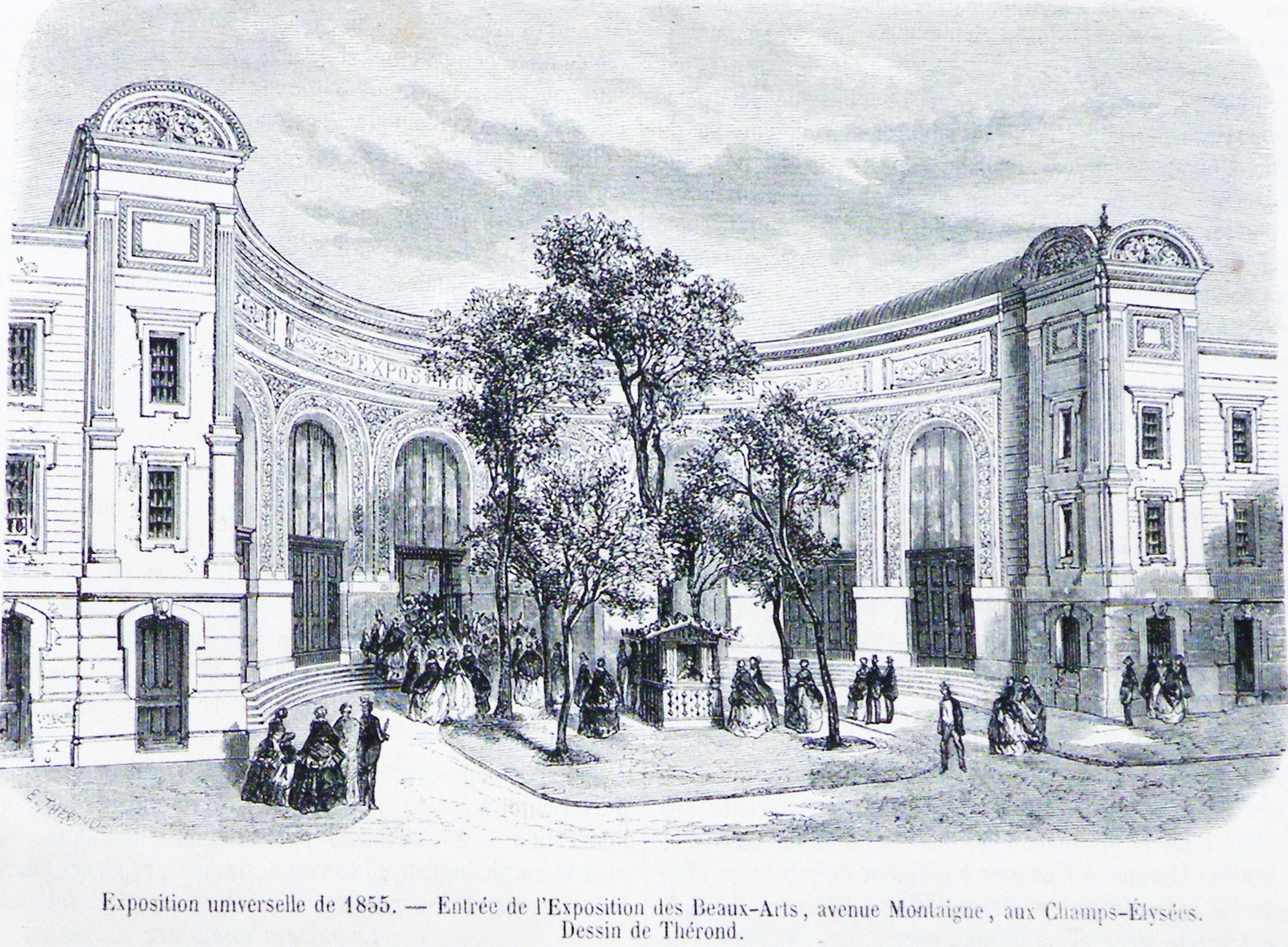
Palais des Beaux-Arts.

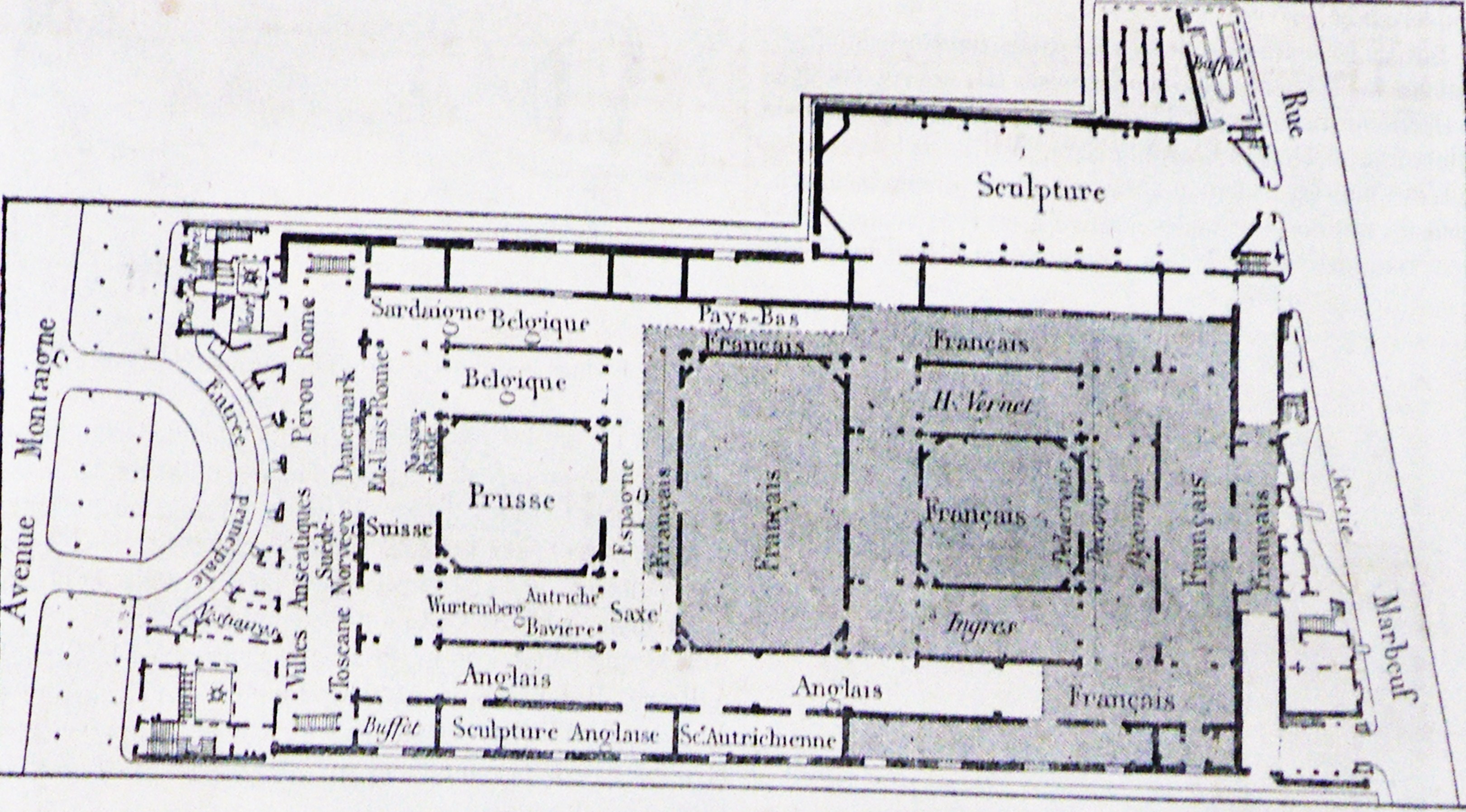
Plan du palais des Beaux-Arts avenue Montaigne.

Si Londres a devancé Paris pour la tenue de la première Exposition universelle, la France est en 1855 la première nation à offrir une grande exposition internationale d'art contemporain, peinture, gravure, lithographie, sculpture, médailles et architecture.
Sur les plans de l'architecte Hector Lefuel on édifie avenue Montaigne un Palais des Beaux-Arts. La façade en forme de fer à cheval est de style Renaissance. Là, s'exposent 28 nations, 4 979 œuvres et 2 176 artistes, dont 1 072 artistes français. Ces œuvres sont admirées par un million de visiteurs.
Frédéric Auguste Bartholdi y montre sa statue du général Rapp et Jean-Léon Gérôme sa peinture Le Siècle d’Auguste et la naissance de Jésus-Christ. Delacroix enthousiaste devant le tableau de Paul Huet L'Inondation de Saint-Cloud lui obtient une médaille supplémentaire.
Au moment de l'Exposition, Ingres a 75 ans, Corot 59 ans, Delacroix 57 ans, Diaz 47 ans, Th. Rousseau 43 ans, Millet 41 ans, Daubigny 38 ans, Courbet 36 ans, Antoine Chalot 30 ans. La génération suivante, qualifiée d'impressionnistes : Pissarro a 25 ans, Manet 23 ans, Degas 21 ans, Cézanne et Sisley 16 ans, Monet 15 ans, Renoir et Berthe Morisot 14 ans.
Charles Baudelaire, critique d'art reconnu dans le milieu des Salons, écrit trois articles sur l'Exposition. Ces articles sont réunis dans l'ouvrage posthume Curiosités esthétiques.
En marge de l'Exposition, Gustave Courbet, dont onze œuvres sont exposées officiellement, est furieux de ne pas voir choisie sa composition L'Atelier. Il fait bâtir à côté du Palais des Beaux-Arts un pavillon de bois et de briques, le Pavillon du réalisme où il expose L'Atelier du peintre et une quarantaine d'autres œuvres.

Ingres : L'Apothéose d'Homère.
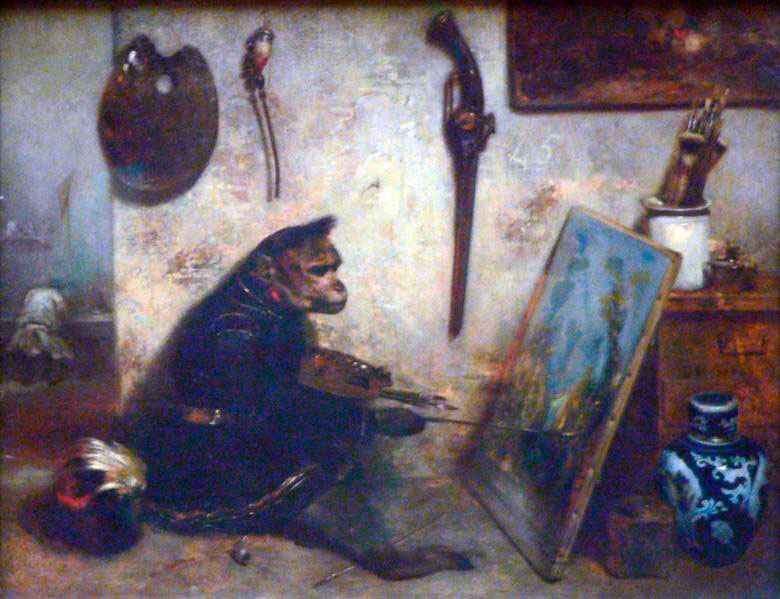
Alexandre-Gabriel Decamps : Le Singe peintre.
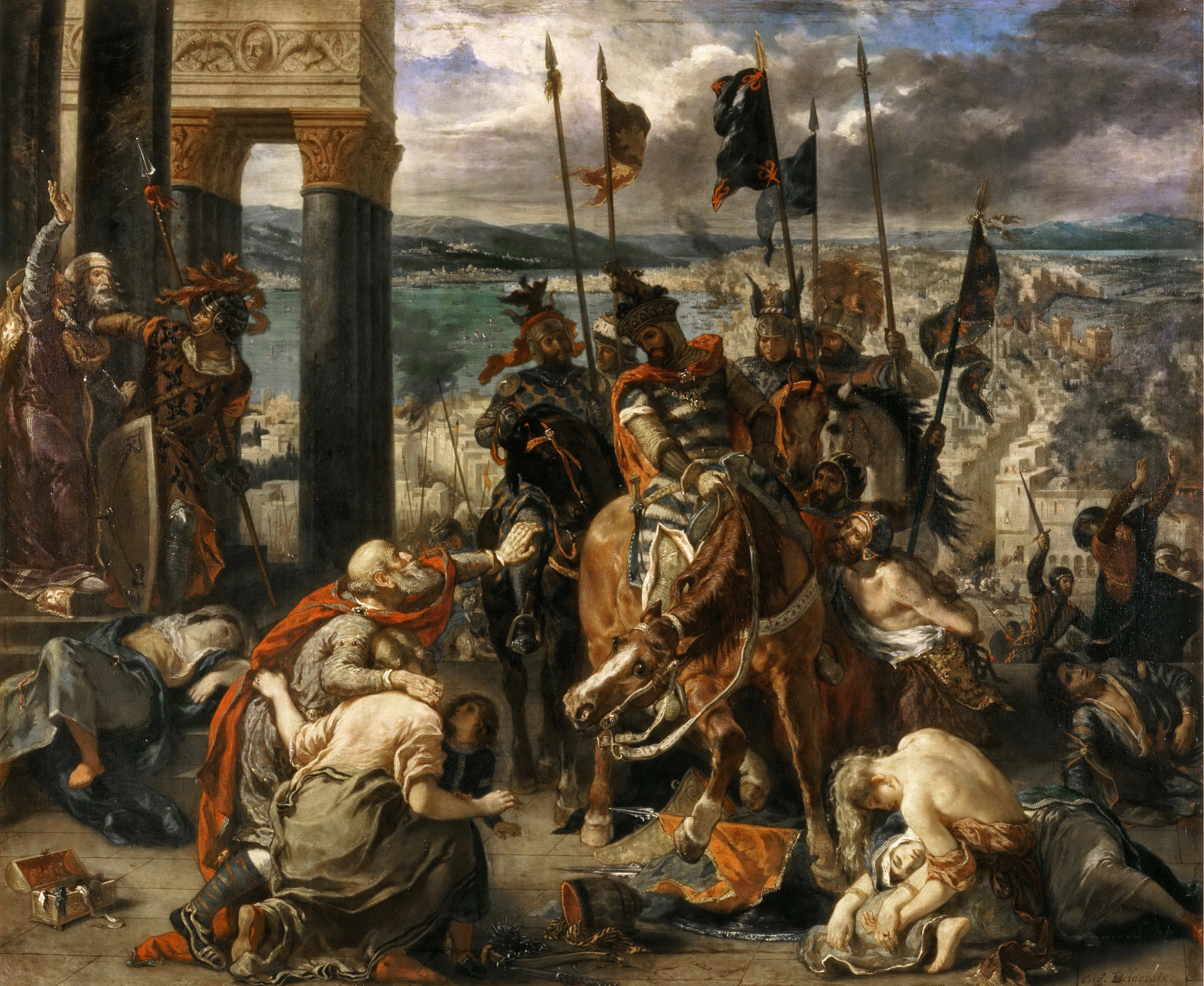
Delacroix : L'Entrée des croisés à Constantinople.
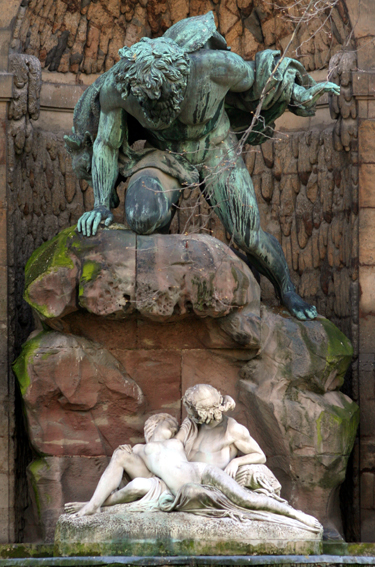
Auguste Ottin : La Fontaine de Médicis.
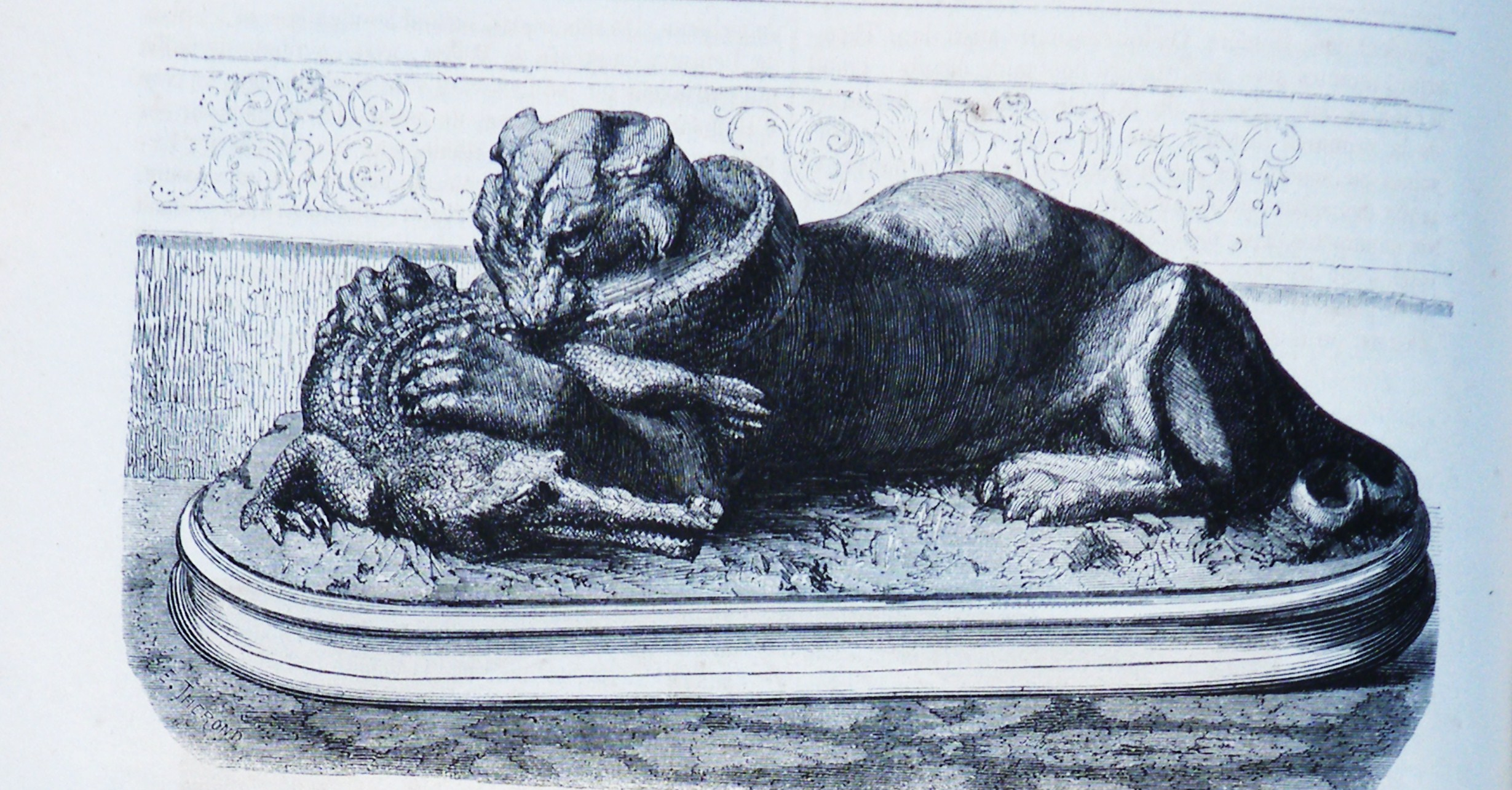
Barye : Tigre dévorant un gavial.
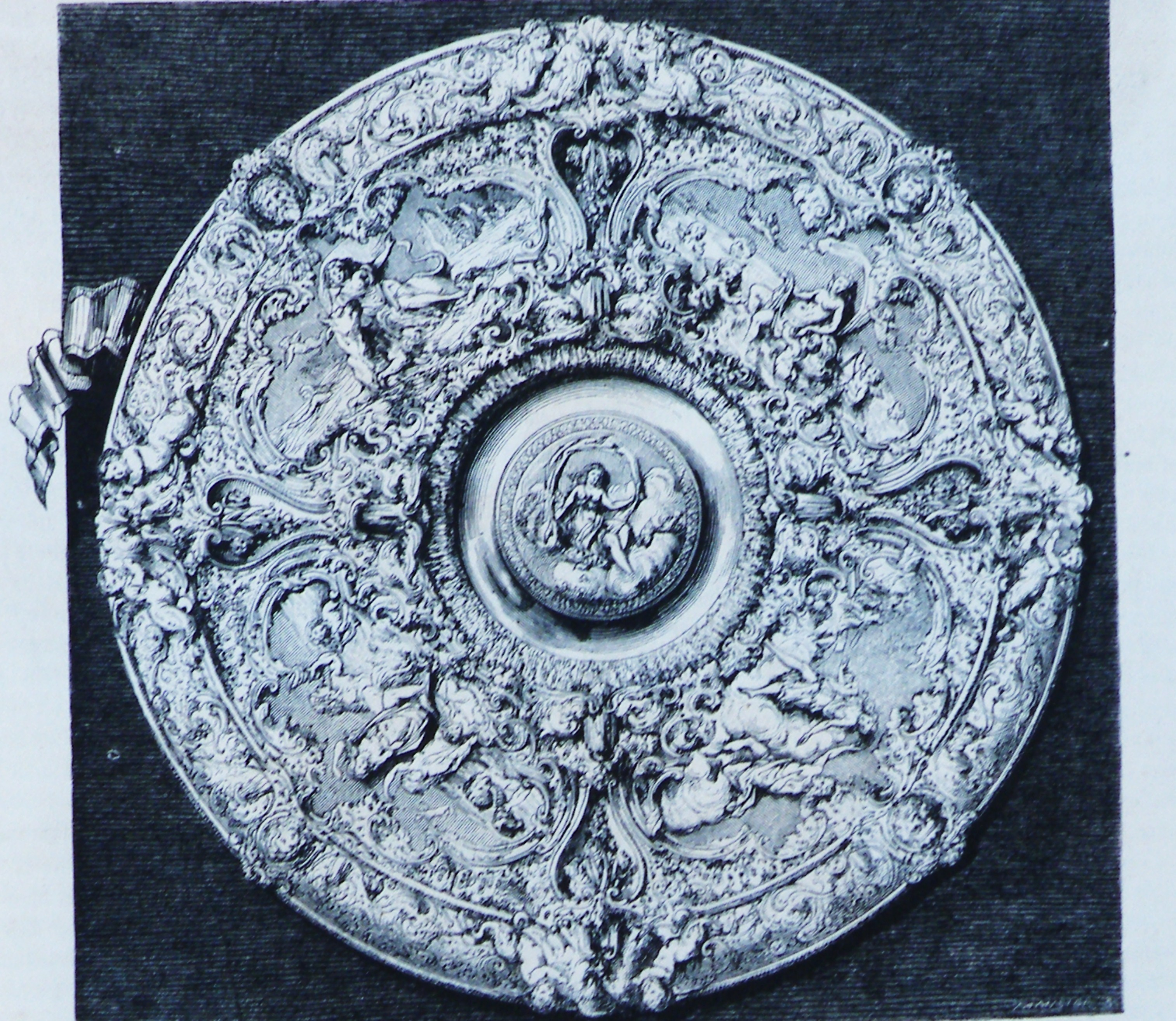
Gueyton : Aiguière.
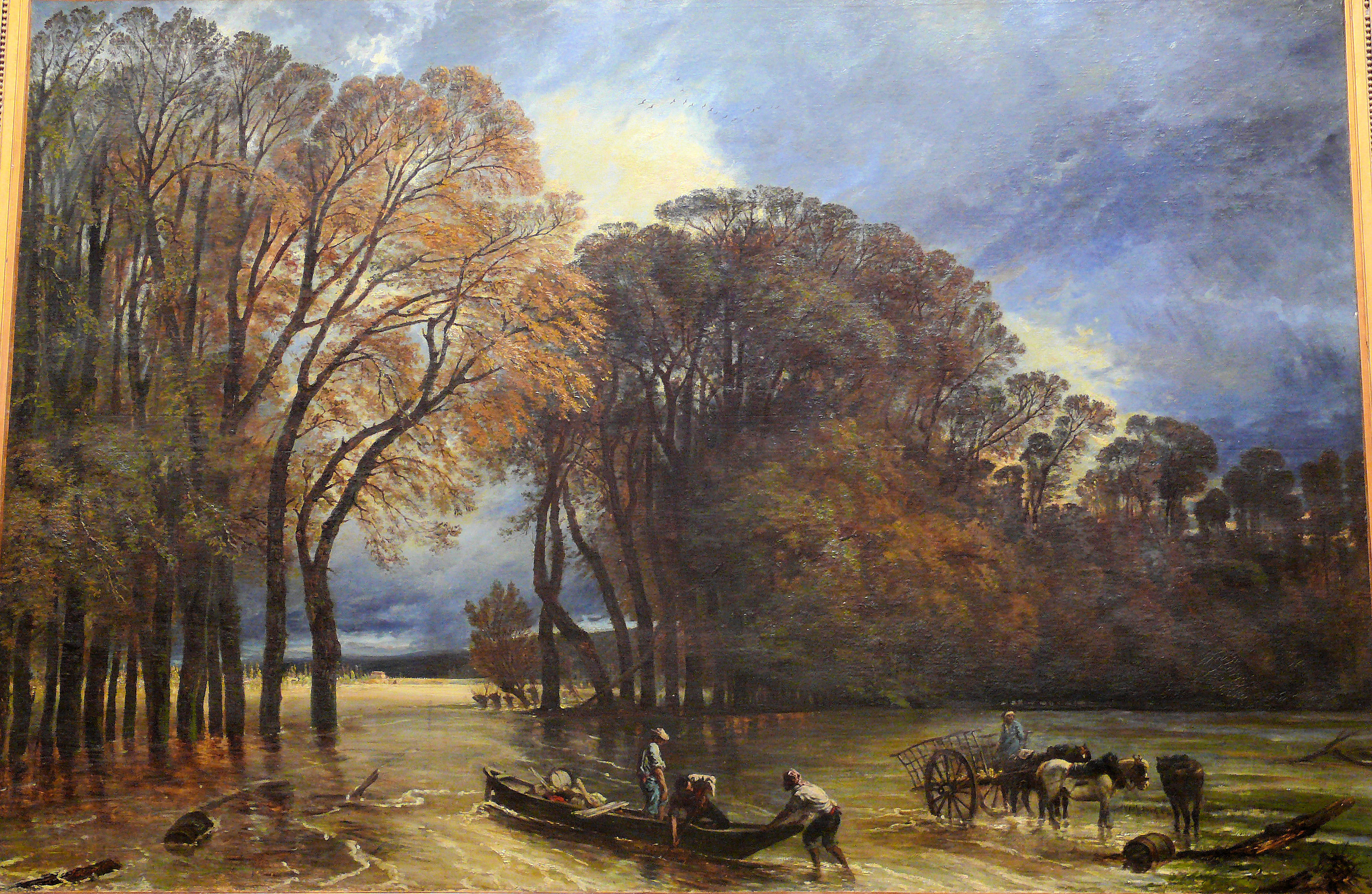
L'Inondation de Saint-Cloud Paul Huet, 1855 musée du Louvre.

### L'horticulture
C'est sur un terrain d'environ un hectare, dit carré de l'Élysée, que se tient l'Exposition d'horticulture en face du Palais de l'industrie. Elle réunit 555 exposants et présentera tout ce qui est nécessaire à l'art du jardin. On y trouve des pavillons de bois, des volières, des serres, des bassins d'agrément et aussi des plantes et arbustes potagers ou décoratifs.
Après la manifestation le terrain devient un jardin public.

### L'Agriculture
Les grands points sur lesquels se porte l'intérêt de la section de l'agriculture sont le drainage, l'irrigation, l'amendement des sols et la mécanisation des tâches agricoles. Avec sa machine à moissonner, la firme américaine Mc Cormick triomphe comme elle l'avait déjà fait en 1851 à Londres.
À l'annonce de la tenue de l'Exposition, la Chambre de Commerce de Bordeaux demande à la Chambre syndicale des courtiers en vins de Gironde d'établir une classification officielle des vins de Bordeaux dans le but de faciliter les transactions commerciales.
Le 14 août, le prince Napoléon assiste aux « expériences agricoles de Trappes » (démonstrations de machines agricoles).

## Les récompenses
La remise des récompenses a lieu le jeudi 15 novembre 1855 en présence de 40 000 spectateurs dans la grande nef du Palais de l'Industrie. La cérémonie commence vers 13 heures par un discours du prince Napoléon, président de la commission impériale, que l'empereur et l'impératrice écoutent debout, puis est suivie d'un discours de l'empereur Napoléon III, grandement accueilli par des bravos et acclamations.
Dans la catégorie Commerce et industrie sont attribuées en plus des décorations décernées par l'empereur : des grandes médailles d'honneur, des médailles d'honneur, des médailles de première et de deuxième classe et des mentions honorables.
Dans la liste de ceux que l'empereur décore de la Légion d'honneur, on relève les noms d'ouvriers qui se sont distingués par les améliorations apportées aux procédés de fabrication de leur industrie. L'empereur récompense aussi ceux qui se sont illustrés pour services rendus aux classes ouvrières.
Dans la catégorie Beaux-Arts sont attribuées 40 décorations décernées par l'empereur, 16 médailles d'honneur décernées par le jury ainsi que des médailles de première, deuxième et troisième classe et de mentions honorables.
Parmi les récipiendaires, le peintre Ingres est élevé à la distinction de grand officier dans l'ordre de la Légion d'honneur, Delacroix est promu commandeur et le sculpteur Antoine-Louis Barye est nommé chevalier.
Les médailles à l'effigie de l'empereur sont l'œuvre du sculpteur Désiré-Albert Barre.
La cérémonie se termine en musique. C'est Hector Berlioz qui dirige l'orchestre. On y interprète des morceaux de Mozart, Beethoven, Gluck, Rossini et Meyerbeer et la cantate L'impériale que Berlioz a écrite pour l'occasion. Berlioz pour diriger l'orchestre utilise pour la première fois en France un métronome électrique.

« J’avais fait venir de Bruxelles un mécanicien à moi connu, qui m’installa un métronome électrique à cinq branches. Par le simple mouvement d’un doigt de ma main gauche, tout en me servant du bâton conducteur avec la droite, je pus ainsi marquer la mesure à cinq points différents et fort distants les uns des autres, du vaste espace occupé par les exécutants. Cinq sous-chefs recevant mon mouvement par les fils électriques, le communiquaient aussitôt aux groupes dont la direction leur était confiée. L’ensemble fut merveilleux »

— Berlioz, 1861.
Le chimiste américain Charles Goodyear reçoit la médaille d'honneur du travail et l'ordre national de la Légion d'honneur décerné par l'empereur Napoléon III.

## Statistiques et données financières
La fréquentation : durant son ouverture au public, du 16 mai au 9 novembre, l'exposition a reçu 5 162 330 visiteurs, dont 4 180 117 sont entrés à l'exposition de l'industrie et 935 601 à celle des Beaux-Arts. Le nombre de visiteurs payants a été de 4 280 040. Des personnages illustres honorèrent l'exposition de leur visite : la reine d'Angleterre et son époux, le roi du Portugal, le roi du Piémont.

Tarifs d'entrée : ils ont été modifiés au cours de la période d'ouverture. Au début, du 16 mai au 31 juillet, le tarif était de 0,2 franc le dimanche, 1 franc les lundis, mardis, mercredis, jeudis et samedi et 5 francs le vendredi. Compte tenu du faible nombre de visiteurs à ce prix, le tarif fut ramené à 2 francs et des prix réduits furent accordés à diverses catégorises sociales : ouvriers, élèves et étudiants, d'autres bénéficièrent d'entrées gratuites : soldats, invalides…

Budget : en 1854 les dépenses sont prévues à hauteur de 8 060 000 francs. La nécessité de nouvelles constructions et d'autres engagements nécessaires conduisent à porter ce montant à 11 570 000 francs. Les recettes en atténuation se sont élevées à 2 948 611,45 francs.

## Vestiges
Les sculptures qui ornent le palais de l'Industrie, La France couronnant de lauriers, l'Art et l'Industrie, par Elias Robert, ont été transportées en 1900 dans le bas du parc de Saint-Cloud, les couronnes tendues par la France ont disparu ainsi que les piques de son diadème, les armes impériales sur les cartouches sont effacées.

## Hommage
Une rose baptisée 'Triomphe de l'Exposition' lui rend hommage en 1855.

### Catalogues et essais
- Napoléon III et la reine Victoria, une visite à l'Exposition universelle de 1855, catalogue de l'exposition du Château de Compiègne (4 octobre 2008-19 janvier 2009), Paris, 2008.
- Sur les traces des Expositions universelles à Saint-Cloud, catalogue de l'exposition du musée des Avelines (25 mars au 31 mai 2009), Saint-Cloud, 2009.
- Sylvain Ageorges, Sur les traces des Expositions universelles de Paris (1855-1937), Paris, Éditions Parigramme, 2006.